# Metod M. Milač
Metod M. Milač, slovenski muzikolog, bibliotekar, glasbenik in pisatelj, * 2. oktober 1924, Prevalje na Koroškem, † 24. september 2016, Syracuse, New York, ZDA.

## Življenje
Leta 1936 je postal dijak na šentviški Škofijski klasični gimnaziji in jo leta 1940 končal z zaključnim izpitom. Šolanje je nadaljeval na gimnaziji Ljubljani in na glasbeni akademiji (pri Antonu Ravniku). 
Po italijanski okupaciji Ljubljane se je junija 1941 pridružil Državni obveščevalni službi (DOS); 28. junija istega leta je bil aretiran med bežigrajsko racijo in poslan v internacijo. Na poti tja so vlak napadli partizani in tako se je Milač pridružil partizanskemu delovnemu bataljonu. Pri njih je ostal do 15. avgusta 1942, ko so ga zajeli Italijani. Poslali so ga v koncentracijsko taborišče Rab, od koder se je vrnil januarja 1943; po vrnitvi se je ponovno pridružil DOS-u. 
Junija 1944 je opravil maturo. 29. junija so ga aretirali Nemci zaradi sodelovanja v DOS-u; poslan je bil na prisilno delo v koncentracijsko taborišče Auschwitz. 
Po vojni je do leta 1950 ostal v Avstriji, nakar je emigriral v ZDA. Sprva je do leta 1962 delal kot tovarniški delavec v Clevelandu; istočasno pa je diplomiral in magistriral iz glasbe na Clevelandskemu glasbenemu inštitutu (pri Marcelu Dicku in Clementu Millerju) ter magistriral iz bibliotekarstva na Univerzi Western Reserve. Leta 1962 se je zaposlil kot bibliotekar na glasbenemu oddelku Univerzi Syracuse (New York); leta 1992 se je upokojil kot oddelčni direktor knjižnic. Na Univerzi Syracuse je tudi magistriral in doktoriral iz muzikologije.
V Clevelandu je ustanovil in vodil Pevski zbor Korotan.